# Curling-Mixed-Europameisterschaft 2011
Die Curling-Mixed-Europameisterschaft 2011 fand vom 30. September bis 8. Oktober 2011 in Tårnby in Dänemark statt.

## Teilnehmer
| Dänemark | Deutschland | England |
| --- | --- | --- |
| Skip: Mikael Qvist Third: Mona Sylvest Nielsen Second: Niels Siggaard Andersen Lead: Trine Qvist Alternate:                                                 | Skip: Alexander Baumann Third: Ann-Kathrin Bastian Second: Manuel Walter Lead: Katja Weisser Alternate: Sebastian Schweizer Alternate: Josephine Obermann  | Skip: Alan MacDougall Third: Lana Watson Second: Andrew Woolston Lead: Suzie Law Alternate:                                                                 |
| Estland | Finnland | Frankreich |
| Skip: Erkki Lill Third: Maile Mölder Second: Harri Lill Lead: Kaja Liik-Tamm Alternate:                                                                     | Skip: Jussi Uusipaavalniemi Third: Jaana Hämäläinen Second: Paavo Kuosmanen Lead: Kirsi Kaski Alternate:                                                   | Skip: Lionel Roux Third: Helène Grieshaber Second: Xavier Bibollet Lead: Candice Santacru Alternate: Alain Contat Alternate:                                |
| Irland | Italien | Lettland |
| Skip: David Smith Third: Claire Darragh Second: James Russell Lead: Melanie Porter Alternate:                                                               | Skip: Valter Bombassei Third: Chiara Olivieri Second: Marco Constantini Lead: Giorgia Casagrande Alternate: Massimo Antonelli Alternate: Maria Gaspari     | Skip: Ansis Regza Third: Evita Regza Second: Renars Freidensons Lead: Dace Regza Alternate:                                                                 |
| Niederlande | Norwegen | Österreich |
| Skip: Mark Neeleman Third: Marianne Neeleman Second: Wim Neeleman Lead: Els Neeleman Alternate:                                                             | Skip: Ole Hauge Third: Hilde Stenseth Second: Thomas Moe Lead: Anne Grethe Bremnes Alternate:                                                              | Skip: Christian Roth Third: Claudia Toth Second: Florian Huber Lead: Andrea Höfler Alternate: R. G. Schmidt Alternate:                                      |
| Rumänien | Russland | Schottland |
| Skip: Allen Coliban Third: Crina Monica Novac Second: Bogdan Colceriu Lead: Raluca Daiana Colceriu Alternate: Bogdan Taut Alternate: Diana Butucea          | Skip: Alexander Kirikov Third: Viktoria Makarshina Second: Anton Kalalb Lead: Anna Lobova Alternate: Vadim Shkolnikov Alternate: Oxana Gertova             | Skip: David Edwards Third: Kerry Barr Second: Scott MacLeod Lead: Louise Edwards Alternate:                                                                 |
| Schweden | Schweiz | Serbien |
| Skip: Göran Carlsson Third: Marie Persson Second: Anders Eriksson Lead: Hanna Maléus-Larsson Alternate:                                                     | Skip: Thomas Lips Third: Manuela Siegrist Second: Martin Rios Lead: Manuela Netzer-Kormann Alternate: Christoph Merki Alternate:                           | Skip: Djordje Neskovic Third: Dara Gravar-Stojanovic Second: Goran Ungurovic Lead: Dragana Simjanovic Alternate: Marko Stojanovic Alternate: Tatjana Jeftic |
| Slowakei | Spanien | Tschechien |
| Skip: Pavel Kocian Third: Daniela Matulova Second: Pavol Pitonak Lead: Silvia Sykorova Alternate:                                                           | Skip: A. de Mollinedo Gonzalez Third: Ana Arce Second: J. M. Sangüesa Anzano Lead: Mercedes Santiago Calvillo Alternate: A. Garcia Aguirrezabal Alternate: | Skip: Krystof Chaloupek Third: Eliska Jalovcová Second: David Jirounek Lead: Luisa Illkova Alternate: Tomas Paul Alternate: Karel Kubeska                   |
| Türkei | Ungarn | Wales |
| Skip: Öznur Polat Third: Ilhan Osmanagaoglu Second: Ayse Gozutok Lead: Yusuf Bayraktutan Alternate: Aysun Ergin Alternate: Oguz Zengin                      | Skip: György Nagy Third: Ildiko Szekeres Second: Gabor Ezsöl Lead: Orsolya Rokusfalvy Alternate: Csilla Halasz Alternate: Zoltàn Jakab                     | Skip: Adrian Meikle Third: Lesley Carol Second: Andrew Tanner Lead: Heather Russel Alternate: Lindsay McKenna Alternate:                                    |
| Belarus | | |
| Skip: Dmitry Kirillov Third: Alina Pauljutschyk Second: Dmitry Yarko Lead: Ekaterina Kirillova Alternate: Natalia Sviarzinskaya Alternate: Suzanna Ivashyna | | |

## Round Robin

### Gruppe A
| Platz | Team        | Spiele | Siege | Ndlg. |
| ----- | ----------- | ------ | ----- | ----- |
| 01.   | Österreich  | 8      | 7     | 1     |
| 02.   | Schottland  | 8      | 6     | 2     |
| 03.   | Niederlande | 8      | 5     | 3     |
|       | Wales       | 8      | 5     | 3     |
| 05.   | Russland    | 8      | 4     | 4     |
|       | Spanien     | 8      | 4     | 4     |
| 07.   | Norwegen    | 8      | 2     | 6     |
|       | Schweden    | 8      | 2     | 6     |
| 09.   | Rumänien    | 8      | 1     | 7     |

| Datum   | Zeit  | Begegnung                | Resultat |
| ------- | ----- | ------------------------ | -------- |
| 1. Okt. | 20:00 | Schottland – Österreich  | 7:2      |
|         |       | Russland – Schweden      | 11:4     |
|         |       | Niederlande – Spanien    | 5:8      |
|         |       | Wales – Norwegen         | 8:7      |
| 2. Okt. | 16:00 | Rumänien – Norwegen      | 8:6      |
|         |       | Niederlande – Wales      | 7:2      |
|         |       | Österreich – Schweden    | 6:4      |
|         |       | Russland – Spanien       | 11:3     |
| 3. Okt. | 16:00 | Österreich – Spanien     | 7:1      |
|         |       | Schweden – Norwegen      | 7:6      |
|         |       | Schottland – Wales       | 5:3      |
|         |       | Niederlande – Rumänien   | 12:2     |
| 4. Okt. | 12:30 | Russland – Wales         | 4:6      |
|         |       | Schottland – Niederlande | 5:6      |
|         |       | Österreich – Norwegen    | 7:0      |
|         |       | Schweden – Rumänien      | 15:4     |
| 5. Okt. | 12:00 | Schweden – Schottland    | 2:6      |
|         |       | Spanien – Wales          | 6:8      |

| Datum   | Zeit  | Begegnung                | Resultat |
| ------- | ----- | ------------------------ | -------- |
|         |       | Russland – Niederlande   | 7:3      |
|         |       | Rumänien – Österreich    | 1:10     |
| 6. Okt. | 08:30 | Norwegen – Niederlande   | 3:5      |
|         |       | Wales – Schweden         | 9:4      |
|         |       | Spanien – Rumänien       | 9:6      |
|         |       | Schottland – Russland    | 5:4      |
|         | 16:00 | Wales – Rumänien         | 9:4      |
|         |       | Spanien – Schottland     | 3:6      |
|         |       | Norwegen – Russland      | 7:5      |
|         |       | Niederlande – Österreich | 3:7      |
| 7. Okt. | 08:30 | Spanien – Schweden       | 7:4      |
|         |       | Rumänien – Russland      | 1:12     |
|         |       | Wales – Österreich       | 3:6      |
|         |       | Norwegen – Schottland    | 5:4      |
|         | 16:00 | Österreich – Russland    | 8:2      |
|         |       | Norwegen – Spanien       | 3:6      |
|         |       | Rumänien – Schottland    | 7:8      |
|         |       | Schweden – Niederlande   | 5:8      |

### Gruppe B
| Platz | Team       | Spiele | Siege | Ndlg. |
| ----- | ---------- | ------ | ----- | ----- |
| 01.   | Schweiz    | 7      | 7     | 0     |
| 02.   | Tschechien | 7      | 5     | 2     |
|       | Dänemark   | 7      | 5     | 2     |
| 04.   | Ungarn     | 7      | 4     | 3     |
|       | Lettland   | 7      | 4     | 3     |
| 06.   | Estland    | 7      | 2     | 5     |
| 07.   | Belarus    | 7      | 1     | 6     |
| 08.   | Türkei     | 7      | 0     | 7     |

| Datum   | Zeit  | Begegnung               | Resultat |
| ------- | ----- | ----------------------- | -------- |
| 2. Okt. | 11:30 | Schweiz – Ungarn        | 6:4      |
|         |       | Dänemark – Tschechien   | 8:1      |
|         |       | Lettland – Estland      | 7:5      |
|         |       | Weißrussland – Türkei   | 8:3      |
| 3. Okt. | 08:30 | Estland – Türkei        | 6:2      |
|         |       | Lettland – Weißrussland | 6:3      |
|         |       | Ungarn – Tschechien     | 5:6      |
|         |       | Schweiz – Dänemark      | 7:5      |
| 4. Okt. | 19:30 | Lettland – Tschechien   | 5:7      |
|         |       | Schweiz – Türkei        | 7:3      |
|         |       | Weißrussland – Dänemark | 2:11     |
|         |       | Ungarn – Estland        | 6:5      |
| 5. Okt. | 08:30 | Dänemark – Estland      | 5:3      |
|         |       | Weißrussland – Ungarn   | 2:9      |

| Datum   | Zeit  | Begegnung                 | Resultat |
| ------- | ----- | ------------------------- | -------- |
|         |       | Schweiz – Lettland        | 7:1      |
|         |       | Türkei – Tschechien       | 4:9      |
| 5. Okt. | 16:00 | Weißrussland – Schweiz    | 4:6      |
|         |       | Tschechien – Estland      | 5:3      |
|         |       | Dänemark – Türkei         | 7:2      |
|         |       | Lettland – Ungarn         | 6:4      |
| 6. Okt. | 12:00 | Ungarn – Dänemark         | 4:3      |
|         |       | Türkei – Lettland         | 0:1      |
|         |       | Tschechien – Schweiz      | 2:5      |
|         |       | Estland – Weißrussland    | 8:5      |
| 7. Okt. | 08:30 | Tschechien – Weißrussland | 9:3      |
|         |       | Estland – Schweiz         | 2:5      |
|         |       | Türkei – Ungarn           | 6:7      |
|         |       | Dänemark – Lettland       | 8:2      |

### Gruppe C
| Platz | Team        | Spiele | Siege | Ndlg. |
| ----- | ----------- | ------ | ----- | ----- |
| 01.   | Deutschland | 7      | 6     | 1     |
| 02.   | Finnland    | 7      | 5     | 2     |
|       | Italien     | 7      | 5     | 2     |
| 04.   | England     | 7      | 4     | 3     |
|       | Frankreich  | 7      | 4     | 3     |
| 06.   | Slowakei    | 7      | 3     | 4     |
| 07.   | Irland      | 7      | 1     | 6     |
| 08.   | Serbien     | 7      | 0     | 7     |

| Datum   | Zeit  | Begegnung              | Resultat |
| ------- | ----- | ---------------------- | -------- |
| 2. Okt. | 08:30 | Deutschland – England  | 7:4      |
|         |       | Slowakei – Frankreich  | 4:7      |
|         |       | Finnland – Irland      | 12:3     |
|         |       | Italien – Serbien      | 9:2      |
| 3. Okt. | 08:30 | Irland – Serbien       | 9:1      |
|         |       | Finnland – Italien     | 4:6      |
|         |       | England – Frankreich   | 7:3      |
|         |       | Deutschland – Slowakei | 8:3      |
| 4. Okt. | 12:00 | Finnland – Frankreich  | 8:9      |
|         |       | Deutschland – Serbien  | 7:3      |
|         |       | Italien – Slowakei     | 7:5      |
|         |       | England – Irland       | 6:4      |
| 5. Okt. | 12:00 | Slowakei – Irland      | 9:6      |
|         |       | Italien – England      | 2:6      |

| Datum   | Zeit  | Begegnung                | Resultat |
| ------- | ----- | ------------------------ | -------- |
|         |       | Deutschland – Finnland   | 4:5      |
|         |       | Serbien – Frankreich     | 3:9      |
| 5. Okt. | 19:30 | Italien – Deutschland    | 3:10     |
|         |       | Frankreich – Irland      | 6:3      |
|         |       | Slowakei – Serbien       | 12:2     |
|         |       | Finnland – England       | 7:5      |
| 6. Okt. | 08:30 | England – Slowakei       | 3:4      |
|         |       | Serbien – Finnland       | 1:7      |
|         |       | Frankreich – Deutschland | 1:6      |
|         |       | Irland – Italien         | 7:8      |
| 7. Okt. | 12:00 | Frankreich – Italien     | 4:5      |
|         |       | Irland – Deutschland     | 3:7      |
|         |       | Serbien – England        | 2:6      |
|         |       | Slowakei – Finnland      | 4:5      |

## Playoffs
|  | Viertelfinale | Viertelfinale |            |             | Halbfinale       | Halbfinale |  |  | Finale | Finale |
|  |               |               |            |             |                  |            |  |  |        |        |
|  |               |               |            |             |                  |            |  |  |        |        |
|  | Finnland      | 3             |            |             |                  |            |  |  |        |        |
|  | Finnland      | 3             |            |             |                  |            |  |  |        |        |
|  | Deutschland   | 6             |            |             |                  |            |  |  |        |        |
|  | Deutschland   | 6             | Schweiz    | 6           |                  |            |  |  |        |        |
|  |               |               | Schweiz    | 6           |                  |            |  |  |        |        |
|  |               | Dänemark      | 3          |             |                  |            |  |  |        |        |
|  | Schweiz       | Dänemark      | 3          | 7           |                  |            |  |  |        |        |
|  | Schweiz       |               |            | 7           |                  |            |  |  |        |        |
|  | Schottland    | 2             |            |             |                  |            |  |  |        |        |
|  |               |               | Schweiz    | 9           |                  |            |  |  |        |        |
|  |               |               |            | Deutschland | 3                |            |  |  |        |        |
|  | Österreich    | 5             |            |             |                  |            |  |  |        |        |
|  | Tschechien    | 11            |            |             |                  |            |  |  |        |        |
|  | Tschechien    | 11            | Tschechien | 1           |                  |            |  |  |        |        |
|  |               |               | Tschechien | 1           | Spiel um Platz 3 |            |  |  |        |        |
|  |               | Deutschland   | 6          |             |                  |            |  |  |        |        |
|  | Dänemark      | Deutschland   | 6          | 7           | Dänemark         | 6          |  |  |        |        |
|  | Dänemark      |               |            | 7           | Dänemark         | 6          |  |  |        |        |
|  | Italien       | 5             |            | Tschechien  | 7                |            |  |  |        |        |
|  | Italien       | 5             |            |             | 7                |            |  |  |        |        |
|  |               |               |            |             |                  |            |  |  |        |        |

### Endstand
| Platz | Land        |
| ----- | ----------- |
| 01    | Schweiz     |
| 02    | Deutschland |
| 03    | Tschechien  |
| 04    | Dänemark    |
| 05    | Österreich  |
| 06    | Italien     |
| 07    | Schottland  |
| 08    | Finnland    |
| 09    | Niederlande |
| 10    | England     |
| 11    | Wales       |
| 12    | Lettland    |
| 13    | Russland    |
| 14    | Frankreich  |
| 15    | Ungarn      |
| 16    | Slowakei    |
| 17    | Estland     |
| 18    | Spanien     |
| 19    | Schweden    |
| 20    | Irland      |
| 21    | Belarus     |
| 22    | Norwegen    |
| 23    | Türkei      |
| 24    | Rumänien    |
| 25    | Serbien     |